# 韋吉塔 (新墨西哥州)
韋吉塔（英語：Veguita）是位於美國新墨西哥州索科羅縣的普查規定居民點。

## 人口
根據2020年美國人口普查的數據，韋吉塔的面積為2.17平方千米，皆為陸地。當地共有人口219人，而人口密度為每平方千米100.92人。